# Benjamin-Octave Roland-Gosselin

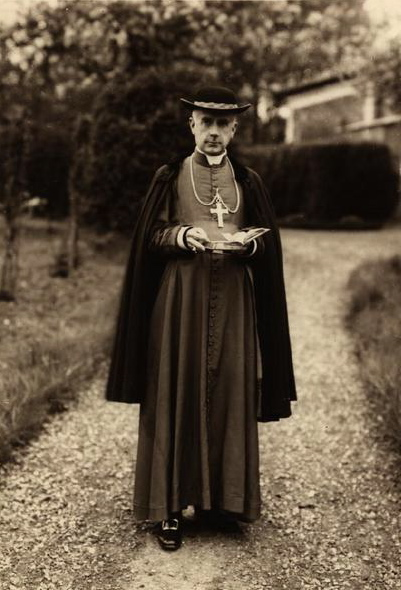
Bischof Roland-Gosselin

Bischofswappen

Benjamin-Octave Roland-Gosselin (* 17. Dezember 1870 in Paris; † 22. Mai 1952 in Versailles) war ein französischer Bischof.

## Herkunft und Leben
Roland-Gosselins Vater war Börsenmakler. Ein Bruder war ebenfalls Priester und eine Schwester war Nonne.
Am 1. Oktober 1890 wurde Benjamin-Octave Roland-Goesselin in das Seminar Issy aufgenommen.
Am 22. Dezember 1891 weihte François-Marie-Benjamin Richard de la Vergne, Erzbischof von Paris, Roland-Gosselin in Saint-Sulpice zum Diakon. Am 21. Dezember 1892 weihte Paul-François-Marie de Forges, ehemaliger Weihbischof in Rennes, ihn in Saint-Sulpice zum Priester. Am 3. Juli 1919 ernannte Papst Benedikt XV. ihn zum Weihbischof in Paris und Titularbischof von Mosynopolis. Am 12. August weihte Léon-Adolphe Amette, Erzbischof von Paris, ihn in der Kathedrale Notre-Dame de Paris zum Bischof. Mitkonsekratoren waren Jean Victor Émile Chesnelong, Erzbischof von Sens, und Charles-Henri-Célestin Gibier, Bischof von Versailles. Am 12. März 1926 ernannte Papst Pius XI. ihn zum Koadjutorbischof von Versailles. Am 4. April 1926 wurde er in dieses Amt eingeführt. Als Gibier am 3. April 1931 starb, folgte er diesem als Bischof von Versailles nach. Am 22. April 1931 wurde er als Bischof eingeführt. Papst Pius XII. nahm am 12. April 1952 seinen Rücktritt an und ernannte ihn zum Titularbischof von Sigus. Am 23. April 1952 machte er ihn zum Titularerzbischof von Laodicea in Syria. Nach seinem Tod wurde er in der Kathedrale Saint-Louis bestattet.